# Serravalle, San Marino
Serravalle este un oraș în San Marino.
Serravalle este o localitate din mica republică europeană San Marino. Cu o populație de 9,394 locuitori (dintre care 2.000 sunt de origine străină) și o suprafață de 10.53 km², el este cea mai dens populată localitate din San Marino, conținînd orașul Dogana. Serravalle se află pe marginea Munților Apenini.
Se învecinează cu localitățile din San Marino Domagnano și Borgo Maggiore și cu localitățile Italiene Verucchio, Rimini și Coriano. Menționată pentru prima dată într-un document din 962 D.Hr., în timpurile medievale orașul era numit Castrum Olnani, satul ulmilor. Serravalle a fost atașat San Marinoului în 1463, în timpul ultimei expansiuni teritoriale a Republicii. Numele lui este derivat din cuvintele Italienești serra (lanț muntuos) și valle (vale).

## Obiective turistice
- Chiesa di Sant Andrea (Biserica Sfintei Andreea), construită în 1824 de Luigi Fonti
- Stadionul Olimpic, construit să găzduiască Jocurile Olimpice, dar este actual stadionul pe care se joacă partidele de fotbal din San Marino